# Немтинов, Виктор Алексеевич
Виктор Алексеевич Немтинов (род. 15 марта 1947, Ленинград) — российский писатель и поэт, драматург, издатель.

## Биография
После окончания школы работал на киностудии «Ленфильм» ассистентом оператора, затем кинооператором. На рубеже 1960-1970-х годов писал стихи, пьесы и прозу в абсурдистско-ироническом духе. Примыкая к кругу поэтов Малой Садовой, а затем к литературной группе «Хеленукты», публиковался в самиздате под псевдонимом ВНЕ. В 1970-1980-е годы был близок к группе «Аквариум» в качестве её полуофициального фотографа.
С 1989 года Виктор Немтинов занимается издательской деятельностью. Первоначально его издательство называлось «Призма-15», затем «Новый город» и, наконец, «Издательство Виктора Немтинова». Печатная продукция издательства Немтинова была различна, от плакатов до выпущенной к 200-летию А. С. Пушкина серии изданий его произведений на иностранных языках. Однако наиболее известны осуществлённые Немтиновым (главным образом в рамках серии «Поэтическая лестница») издания петербургских поэтов его круга — Алексея Хвостенко, Владимира Эрля, Александра Миронова и других, — для большинства этих авторов ставшие первыми книгами.
Произведения Виктора Немтинова опубликованы в антологиях «У Голубой Лагуны», «Самиздат века» и др.